# 南相楽
南 相楽（ナム・サンラク、朝鮮語: 남상락、1933年 - 2004年3月）は、朝鮮民主主義人民共和国の軍人、政治家。平壌高射砲司令部司令官、朝鮮労働党中央委員会委員などを歴任した。朝鮮人民軍における軍事称号（階級）は大将。

## 経歴
1933年に日本統治下の黄海道で生まれた。金日成総合大学卒業。1986年に最高人民会議第8期代議員に選出され、1990年に朝鮮人民軍中将、1992年に上将に昇進した。1993年12月8日に開かれた朝鮮労働党中央委員会第6期第21回総会で党中央委員に補選された。1994年に平壌防空司令部司令官に任命され、1995年1月に金正日国防委員長が黄海北道沙里院市に所在する第214軍部隊を視察した際には、視察を受け入れた。1995年11月に平壌高射砲司令部司令官に任命され、2002年4月14日に大将に昇進。2003年に最高人民会議第11期代議員に再選されたが、2004年3月に死去。